# Kefersteinia vollesii
Kefersteinia vollesii är en orkidéart som beskrevs av Rudolph Jenny. Kefersteinia vollesii ingår i släktet Kefersteinia och familjen orkidéer. Inga underarter finns listade i Catalogue of Life.